# 青木富夫
青木 富夫（あおき とみお、1923年（大正12年）10月7日 - 2004年（平成16年）1月24日）は、日本の俳優。松竹蒲田撮影所時代に名子役として活躍した。

## 経歴
横浜市に生まれ、実家が経営していた酒場に松竹蒲田撮影所の俳優が出入りしていたのが縁で、撮影所によく遊びに行くようになった。
1929年（昭和4年）、ここで小津監督に見いだされ、小津の『会社員生活』に出演。同年、主演した『突貫小僧』が大ヒットし、松竹蒲田の子役スターとなった。12月には『全部精神異常あり』（斎藤寅次郎監督）に出演、斎藤監督のナンセンス喜劇でも重用された。
1931年（昭和6年）から芸名を「突貫小僧」と改める。

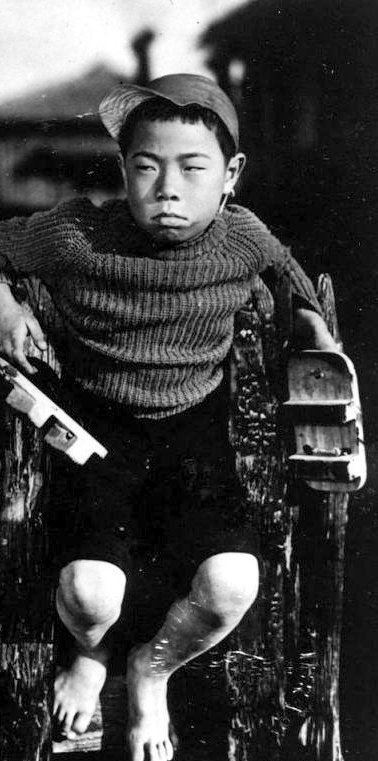
『大人の見る絵本 生れてはみたけれど』（1932年）

以降、小津監督作品に12本に出演したほか、成瀬巳喜男監督、斎藤寅次郎監督、清水宏監督、五所平之助監督の名作や話題作に立て続けに出演。菅原秀雄、加藤清一、横山準、葉山正雄、末松孝行らと共に「松竹蒲田の名子役」と謳われ、松竹映画に欠かすことができない存在となった。

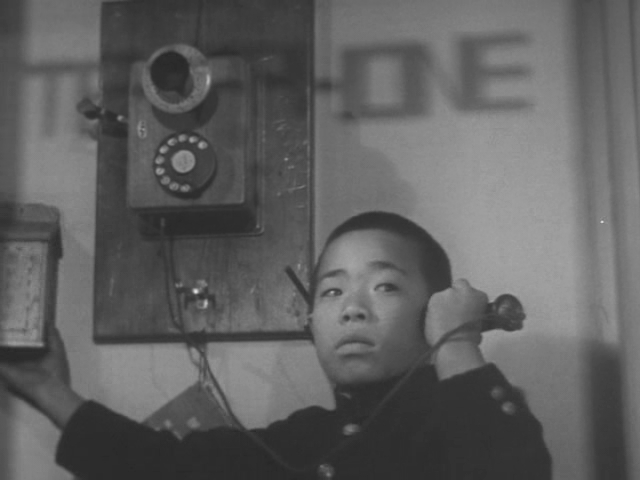
『限りなき鋪道』（1934年）

学業では鎌倉中学校を中退して子役に専念。また、同時期に異父弟も「青木放屁」の芸名で子役として活躍していた。
1942年（昭和17年）に招集され、ペリリュー島の前線に送られる。
1946年（昭和21年）、復員。本名の青木富夫で松竹に復帰するが、大部屋俳優として端役での出演が続いた。1954年（昭和29年）、日活に移籍。ここでも端役として活躍。日活映画で欠かせないアクション映画や青春映画に多く出演し、榎木兵衛や河上信夫らと共に日活の名バイプレーヤーとなった。1971年（昭和46年）、日活がロマンポルノ路線になった後は出演作も減っていった。1972年（昭和47年）にフリーとなり、山本薩夫監督の『華麗なる一族』などに出演した。
晩年には、鈴木清順監督の『ピストルオペラ』、篠崎誠監督『忘れられぬ人々』などに出演し、後者は2000年（平成12年）にフランスのナント三大陸映画祭にて共演の三橋達也・大木実とともに主演男優賞を受賞した。
2004年に肺がんのため死去。80歳没。遺作は『犬と歩けば チロリとタムラ』。

## 人物・エピソード
回想録『子役になってはみたけれど 小説突貫小僧一代記』（都市出版、1998年）がある。
映画監督の周防正行は、小津作品へのオマージュとして、自らの監督作である『シコふんじゃった。』『Shall we ダンス?』『それでもボクはやってない』『舞妓はレディ』『カツベン!』に青木富夫という役名のキャラクターを登場させている。演じたのはいずれも竹中直人。
出演した映画は300本以上に上る。

## 出演映画

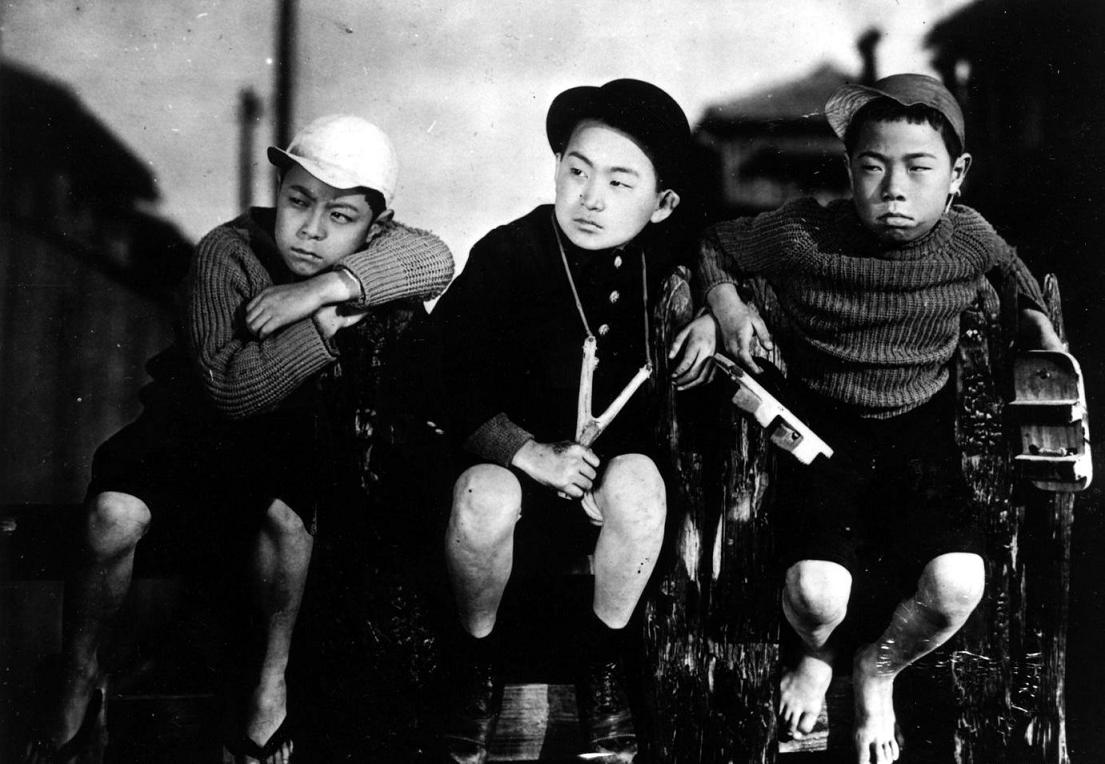
『大人の見る絵本 生れてはみたけれど』（1932年）
左から菅原秀雄、加藤清一、青木。

太字の題名はキネマ旬報ベストテンにランクインした作品
◎印は小津安二郎監督作品
- ◎会社員生活（1929年、松竹） - 三男
- ◎突貫小僧（1929年、松竹） - 鐡坊
- ◎落第はしたけれど（1930年、松竹） - その息子
- 不景気時代（1930年、松竹） - 正雄
- 石川五右衛門の法事（1930年、松竹） - 石川五右衛門の子供の亡霊
- ◎足に触った幸運（1930年、松竹） - 長男
- 絹代物語（1930年、松竹）
- 煙突男（1930年、松竹）
- ◎淑女と髯（1931年、松竹） - 剣道の審判長
- 街の浮浪者（1931年、松竹）
- 暴風の薔薇（1931年、松竹）
- 島の裸体事件（1931年、松竹）
- 涙の愛嬌者（1931年、松竹）
- 危険信号（1931年、松竹）
- ◎大人の見る絵本 生れてはみたけれど（1932年、松竹） - 次男
- 忠臣蔵（1932年、松竹） - 餓鬼大将
- 生さぬ仲（1932年、松竹） - 近所の子供
- 与太者と芸者（1933年、松竹） - その子長松
- 応援団長の恋（1933年、松竹）
- 君と別れて（1933年、松竹） - 照菊の弟
- 二つ燈籠（1933年、松竹） - 丁稚長太
- ◎出来ごころ（1933年、松竹） - 富夫
- 嬉しい頃（1933年、松竹） - 給仕青木
- 玄関番とお嬢さん（1934年、松竹） - お坊ちゃん
- 限りなき舗道（1934年、松竹） - 給仕
- 一本刀土俵入り（1934年、松竹） - 子守っ子
- 与太者と花嫁（1934年、松竹） - 倅進
- ◎浮草物語（1934年、松竹） - 富坊
- 花婿の寝言（1934年、松竹） - 酒屋の小僧富公
- ◎箱入娘（1935年、松竹） - 富坊
- 東京の英雄（1935年、松竹） - 寛一の少年時代
- この子捨てざれば（1935年、松竹）
- 輝け少年日本（1935年、松竹） - 村の青年
- 彼と彼女と少年達（1935年、松竹） - ドン公
- ◎東京の宿（1935年、松竹） - 善公
- 人生のお荷物（1935年、松竹）
- ◎一人息子（1936年、松竹） - 富坊
- ◎淑女は何を忘れたか（1937年、松竹） - 近所の小学生富夫
- 花形選手（1937年、松竹） - 田舎の子供
- 風の中の子供（1937年、松竹） - 曲馬団の少年正太
- 五人の兄妹（1939年、松竹） - 要二の少年時代
- カルメン純情す（1952年、松竹）
- やっさもっさ（1953年、松竹）
- 日本の悲劇（1953年、松竹）
- 伊豆の踊子（1954年、松竹） - 栄吉の友
- 坊ちゃん記者（1955年、日活） - 新報タイムズ記者
- 愛のお荷物（1955年、日活） - 赤線組合長
- 志津野一平 愛欲と銃弾（1955年、日活） - 花房一眼
- ビルマの竪琴（1956年、日活） - 大山一等兵
- 洲崎パラダイス 赤信号（1956年、日活） - 氷屋
- 肉体の密輸（1956年、日活） - 刑事B
- 泣け!日本国民 最後の戦斗記（1956年、日活） - 整備員
- 壁あつき部屋（1956年、新鋭プロ） - 戦犯M
- 牛乳屋フランキー（1956年、日活） - 配達員
- 月蝕（1956年、日活） - バリハイのバーテン
- ドラムと恋と夢（1956年、日活） - サーカスの呼込み
- 志津野一平 謎の金塊（1956年、日活） - 子分B
- 志津野一平 浴槽の死美人（1956年、日活） - ボーイ
- 港の乾杯 勝利をわが手に（1956年、日活） - 船員
- 復讐は誰がやる（1957年、日活） - サーカスの男衆
- 誘惑（1957年、日活） - ペンキ屋
- 女子寮祭（1957年、日活） - 田代の代わりのサンドイッチマン
- 危険な関係（1957年、日活） - 記者
- 幕末太陽傳（1957年、日活） - 若衆忠助
- 十七才の抵抗（1957年、日活） - 映画館の呼込み
- 海の野郎ども（1957年、日活） - ポン引きA
- 鷲と鷹（1957年、日活） - 辰
- 俺は待ってるぜ（1957年、日活） - 柴田の子分A
- 肉体の悪魔（1957年、日活） - 愚連隊の信
- 裸女と拳銃（1957年、日活） - 愚連隊
- 夜の牙（1958年、日活） - 区役所の戸籍係
- 夜霧の第二国道（1958年、日活） - 極東芸能社員B
- 錆びたナイフ（1958年、日活） - 乾分B
- 続 夫婦百景（1958年、日活） - 会社員
- お月さん今晩は（1958年、日活） - 愚連隊芳
- 暗黒街の美女（1958年、日活） - 職人A
- 場末のペット吹き（1958年、日活） - 矢野六郎
- 踏みはずした春（1958年、日活） - 事務員の男
- 野郎と黄金（1958年、日活） - ポン引き
- 赤い波止場（1958年、日活） - タクシーの運転手
- 西銀座駅前（1958年、日活） - 薬屋の外交員
- 船方さんよ（1958年、日活） - 乾分鉄
- 悪魔と天使の季節（1958年、日活） - 愚連隊A
- 未練の波止場（1958年、日活） - ゲン
- 完全な遊戯（1958年、日活） - 銀行の小使
- 嵐の中を突っ走れ（1958年、日活） - 助川組の乾分熊
- 群集の中の太陽（1959年、日活） - 不動産課長
- 男が爆発する（1959年、日活） - 車掌
- 嵐を呼ぶ友情（1959年、日活） - ローズ・ガーデンの支配人
- 網走番外地（1959年、日活） - 懲役
- 東京の孤独（1959年、日活） - 車掌
- その壁を砕け（1959年、日活） - 相生署の警官
- 女を忘れろ（1959年、日活） - 郵便配達夫
- 山と谷と雲（1959年、日活） - 村松の部下
- ゆがんだ月（1959年、日活） - ボタさん
- 海底から来た女（1959年、日活） - 漁師B
- 清水の暴れん坊（1959年、日活） - 交番の巡査A
- ギターを持った渡り鳥（1959年、日活） - 鉄
- 素ッ裸の年令（1959年、日活） - 鳥屋の主人
- 天と地を駈ける男（1959年、日活） - 借金取りの男A
- 事件記者 深夜の目撃者（1959年、日活） - 洋服屋
- 「黒い落葉」より 青春を吹き鳴らせ（1959年、日活） - 楽士
- 13号待避線より その護送車を追え（1960年、日活） - 番頭
- ある脅迫（1960年、日活） - 刑事
- あじさいの歌（1960年、日活） - 警官
- 天下を取る（1960年、日活） - 列車の車掌
- この髭百万ドル（1960年、日活） - 黒眼鏡の男
- 金語楼の俺は殺し屋だ（1960年、日活） - 七郎
- 渡り鳥いつまた帰る（1960年、日活） - 立川
- 喧嘩太郎（1960年、日活） - 洋服屋
- やくざ先生（1960年、日活） - 信さん
- 大草原の渡り鳥（1960年、日活） - 高堂の乾分
- 俺の故郷は大西部（1960年、日活） - 乾分
- 赤い夕陽の渡り鳥（1960年、日活）
- 刑事物語 ジャズは狂っちゃいね（1961年、日活） - 正やん
- 豚と軍艦（1961年、日活） - 九郎
- ろくでなし稼業（1961年、日活） - 乾分A
- 助っ人稼業（1961年、日活） - 張の乾分A
- 海の勝負師（1961年、日活） - 労働者A
- 闘いつづける男（1961年、日活） - 美緒にやとわれたチンピラA
- 峠を渡る若い風（1961年、日活） - 満月の三平
- 機動捜査班 東京危険地帯（1961年、日活） - 吉
- 暗黒街の静かな男（1961年、日活） - 修理工場工員A
- 野獣の門（1961年、日活） - 殺し屋A
- 北帰行より 渡り鳥北へ帰る（1962年、日活） - テツ
- 青年の椅子（1962年、日活） - 愚連隊
- キューポラのある街（1962年、日活） - 松永鋳工の職工A
- 憎いあんちくしょう（1962年、日活） - 定期便の運ちゃんA
- 雲に向かって起つ（1962年、日活） - 斎藤
- 太陽のように明るく（1962年、日活） - 上野公園の男
- ひとり旅（1962年、日活） - 鬼島の乾分
- 歌う暴れん坊（1962年、日活） - 魚屋の店主
- 煙の王様（1963年、日活） - スクラップ工場男A
- 現代っ子（1963年、日活） - 四郎叔父
- 悪太郎（1963年、日活） - 学校小使
- にっぽん昆虫記（1963年、日活） - 東北本線の客A
- 潮騒（1964年、日活） - 吏員
- こんにちは、20歳（1964年、日活） - 男の客
- 敗れざるもの（1964年、日活） - 運転手
- 鉄火場破り（1964年、日活） - 張番の男
- 赤い殺意（1964年、日活） - 近所の人
- 俺達の血が許さない（1964年、日活） - ヤング軒旦那
- 大日本コソ泥伝（1964年、日活） - 用心棒黒田
- ギャングの肖像（1965年、日活） - 不動産屋と来た男
- さすらいは俺の運命（1965年、日活） - 酒屋
- 青春前期 青い果実（1965年、日活） - 商人A
- 意気に感ず（1965年、日活） - やくざB
- 明日は咲こう花咲こう（1965年、日活） - 尾形主任
- 二人の世界（1966年、日活） - 村井
- 赤いグラス（1966年、日活） - 須賀子の居場所を教える男
- 逢いたくて逢いたくて（1966年、日活） - 刑事
- 骨まで愛して（1966年、日活） - 運び屋
- 不死身なあいつ（1967年、日活） - ホットドッグ店の主人
- 終りなき生命を（1967年、日活） - 松永医院の医師
- 東京市街戦（1967年、日活） - かつぎ屋の清次
- 広域暴力 流血の縄張（1969年、日活） - マネージャー
- 戦争と人間 第一部（1970年、日活） - 中国人の大道芸人
- 闇に浮かぶ白い肌（1972年、日活） - 浮浪者
- 華麗なる一族（1974年、東宝） - 万俵家別荘の管理人
- おかえり（1996年） - 公園の老人
- 忘れられぬ人々（2001年、ビターズ・エンド） - 伊藤民夫
- ピストルオペラ（2001年、松竹） - 演芸場で殺される男
- 犬と歩けば チロリとタムラ（2004年、アルゴ・ピクチャーズ） - 伊藤清太郎

## 出演テレビドラマ
- 大江戸捜査網（1970年、12CH / 日活）
- おひかえあそばせ 第2話「わが家の番外地」（1971年、NTV / ユニオン映画） - 酒屋
- ワイルド7 第24話「バラの弾痕」（1973年、NTV / 国際放映） - 仕人
- 大都会 PARTII 第6話「傷だらけの逃走」（1977年、NTV / 石原プロモーション）
- こころ（2003年、NHK総合）
- てるてる家族 （2003年、NHK総合）